# Ernst von Gustedt
Ernst Carl Albert von Gustedt (* 9. Oktober 1845 in Dardesheim; † 30. Mai 1924 in Berßel) war Generallandschaftsdirektor der preußischen Provinz Sachsen.

## Leben
Gustedt entstammte hildesheimischem Uradel und war der Sohn des preußischen Landrats und Gutsbesitzers Gustav von Gustedt (1804–1859) und der Clementine Gräfin von Flemming (1820–1913).
Gustedt war promovierter Jurist, Rittmeister, Rechtsritter des Johanniterordens und 1. Fideikommissherr auf Berßel-Oberhof sowie Gutsherr auf Berßel-Mittelhof. Er war Mitglied des Provinziallandtags der Provinz Sachsen und von 1877 bis 1884 für den Wahlkreis Magdeburg 8 (Oschersleben, Halberstadt, Wernigerode) des Preußischen Abgeordnetenhauses (Nationalliberale Partei). Die Kandidatur im Reichstagswahlkreis Großherzogtum Sachsen-Weimar-Eisenach 2 bei der Reichstagswahl 1881 war nicht erfolgreich.
Gustedt heiratete in erster Ehe am 12. Mai 1877 Adeline Freiin von Marenholtz (* 30. Juli 1858 in Hannover; † 11. März 1879 ebenda), die Tochter des königlich hannoverschen Forstrats Gebhard Freiherr von Marenholtz und der Gertrud Freiin von Hammerstein-Equord. Nach deren Tod heiratete er in zweiter Ehe Elisabeth (Elsbeth) von Schenck (* 29. April 1861 auf Gut Flechtingen, Altmark; † 31. Oktober 1911 in Halle an der Saale), die Tochter des Eduard von Schenck, Fideikommissherr auf Flechtingen, und der Elise von Treskow aus dem Haus Chodowo. Nach dem Tod seiner zweiten Ehefrau heiratete Gustedt schließlich in dritter Ehe am 22. März 1914 in Wiesbaden Olga von Knorr (* 23. August 1849 auf Gut Groß-Gutowy bei Wreschen (Provinz Posen); † 8. Mai 1931 in Wiesbaden), die Tochter des Gutsbesitzers Richard von Knorr, Gutsherr auf Groß- und Klein-Gutowy, und der Mathilde von Kraewel.
Gustedt war einer von bis heute nur zwei Corpsstudenten, die allen drei Corps des weißen Kreises angehörten. Bei Saxo-Borussia war er Ehrenmitglied. Der zweite Dreibändermann war Nikolaus von Manteuffel, Erbherr auf Dserwen, Kurland.

## Schriften
- Aus Russisch-Litauen 1916/17. Erinnerungen und Erwägungen. Ein Memento. Halle, ca. 1918.